# Nuoto ai Giochi della XXXIII Olimpiade - 200 metri farfalla maschili
La gara di nuoto dei 200 metri farfalla maschili dei Giochi della XXXIII Olimpiade di Parigi è stata disputata tra il 30 e il 31 luglio 2024 presso l'Olympic Aquatics Centre alla Paris La Défense Arena.

## Record
Prima della competizione il record del mondo e il record olimpico erano i seguenti:
| Record mondiale | 1'50"73 | Kristóf Milák Ungheria | 24 luglio 2019 Gwangju, Corea del Sud |
| Record olimpico | 1'51"25 | Kristóf Milák Ungheria | 28 luglio 2021 Tokyo, Giappone        |

## Programma
| Data           | Ora (UTC+1) | Turno      |
| -------------- | ----------- | ---------- |
| 30 luglio 2024 | 11:00       | Batterie   |
| 30 luglio 2024 | 20:30       | Semifinali |
| 31 luglio 2024 | 20:30       | Finale     |

## Risultati

### Batterie
| Pos. | Batteria | Corsia | Atleta                | Nazionalità               | Tempo   | Note |
| ---- | -------- | ------ | --------------------- | ------------------------- | ------- | ---- |
| 1    | 3        | 4      | Kristóf Milák         | Ungheria                  | 1'53"92 | Q    |
| 2    | 2        | 5      | Ilya Kharun           | Canada                    | 1'54"06 | Q    |
| 3    | 3        | 6      | Noè Ponti             | Svizzera                  | 1'54"77 | Q    |
| 4    | 4        | 2      | Alberto Razzetti      | Italia                    | 1'54"78 | Q    |
| 5    | 3        | 2      | Martin Espernberger   | Austria                   | 1'55"19 | Q    |
| 6    | 4        | 4      | Léon Marchand         | Francia                   | 1'55"26 | Q    |
| 7    | 2        | 2      | Michal Chmielewski    | Polonia                   | 1'55"28 | Q    |
| 8    | 2        | 3      | Wang Kuan-hung        | Taipei cinese             | 1'55"32 | Q    |
| 9    | 4        | 5      | Krzysztof Chmielewski | Polonia                   | 1'55"42 | Q    |
| 10   | 2        | 1      | Kregor Zirk           | Estonia                   | 1'55"52 | Q    |
| 11   | 3        | 5      | Thomas Heilman        | Stati Uniti               | 1'55"74 | Q    |
| 12   | 3        | 3      | Giacomo Carini        | Italia                    | 1'55"81 | Q    |
| 13   | 4        | 3      | Genki Terakado        | Giappone                  | 1'55"82 | Q    |
| 14   | 3        | 7      | Arbidel González      | Spagna                    | 1'55"86 | Q    |
| 15   | 4        | 7      | Kim Min-seop          | Corea del Sud             | 1'56"02 | Q    |
| 16   | 4        | 6      | Richárd Márton        | Ungheria                  | 1'56"03 | Q    |
| 17   | 2        | 6      | Luca Urlando          | Stati Uniti               | 1'56"18 |      |
| 18   | 4        | 8      | Nicolas Albiero       | Brasile                   | 1'56"49 |      |
| 19   | 1        | 4      | Petar Petrov Mitsin   | Bulgaria                  | 1'57"03 |      |
| 20   | 2        | 7      | Matthew Sates         | Sudafrica                 | 1'57"04 |      |
| 21   | 2        | 8      | Lewis Clareburt       | Nuova Zelanda             | 1'57"12 |      |
| 22   | 2        | 4      | Tomoru Honda          | Giappone                  | 1'57"30 |      |
| 23   | 3        | 1      | Matthew Temple        | Australia                 | 1'57"39 |      |
| 24   | 3        | 8      | Denys Kesil           | Ucraina                   | 1'57"72 |      |
| 25   | 1        | 5      | Ramil Valizada        | Azerbaigian               | 1'59"77 |      |
| 26   | 1        | 3      | Matin Balsini         | Atleti Olimpici Rifugiati | 2'00"77 |      |
| 27   | 1        | 6      | Gerald Hernández      | Nicaragua                 | 2'06"80 |      |
| —    | 4        | 1      | Niu Guangsheng        | Cina                      | DNS     | DNS  |

### Semifinali
| Pos. | Batteria | Corsia | Atleta                | Nazionalità   | Tempo   | Note |
| ---- | -------- | ------ | --------------------- | ------------- | ------- | ---- |
| 1    | 2        | 4      | Kristóf Milák         | Ungheria      | 1'52"72 | Q    |
| 2    | 1        | 3      | Léon Marchand         | Francia       | 1'53"50 | Q    |
| 3    | 1        | 4      | Ilya Kharun           | Canada        | 1'54"01 | Q    |
| 4    | 2        | 5      | Noè Ponti             | Svizzera      | 1'54"14 | Q,   |
| 5    | 1        | 2      | Kregor Zirk           | Estonia       | 1'54"22 | Q,   |
| 6    | 2        | 2      | Krzysztof Chmielewski | Polonia       | 1'54"28 | Q    |
| 7    | 1        | 5      | Alberto Razzetti      | Italia        | 1'54"51 | Q    |
| 8    | 2        | 3      | Martin Espernberger   | Austria       | 1'54"62 | Q    |
| 9    | 2        | 6      | Michal Chmielewski    | Polonia       | 1'54"64 |      |
| 10   | 2        | 7      | Thomas Heilman        | Stati Uniti   | 1'54"87 |      |
| 11   | 1        | 6      | Wang Kuan-hung        | Taipei cinese | 1'55"07 |      |
| 12   | 1        | 7      | Giacomo Carini        | Italia        | 1'55"20 |      |
| 13   | 2        | 8      | Kim Min-seop          | Corea del Sud | 1'55"22 |      |
| 14   | 1        | 8      | Richárd Márton        | Ungheria      | 1'55"93 |      |
| 15   | 2        | 1      | Genki Terakado        | Giappone      | 1'56"21 |      |
| 16   | 1        | 1      | Arbidel González      | Spagna        | 1'56"26 |      |

### Finale
| Pos.    | Corsia | Atleta                | Nazionalità | Tempo   | Note |
| ------- | ------ | --------------------- | ----------- | ------- | ---- |
| Oro     | 5      | Léon Marchand         | Francia     | 1'51"21 |      |
| Argento | 4      | Kristof Milak         | Ungheria    | 1'51"75 |      |
| Bronzo  | 3      | Ilya Kharun           | Canada      | 1'52"80 |      |
| 4       | 7      | Krzysztof Chmielewski | Polonia     | 1'53"90 |      |
| 5       | 6      | Noè Ponti             | Svizzera    | 1'54"14 | =    |
| 6       | 8      | Martin Espernberger   | Austria     | 1'54"17 |      |
| 7       | 2      | Kregor Zirk           | Estonia     | 1'54"55 |      |
| 8       | 1      | Alberto Razzetti      | Italia      | 1'54"85 |      |